# Червоное (Фастовский район)
Червоное (укр. Червоне) — село, входит в Фастовский район Киевской области Украины.
Население по переписи 2001 года составляло 522 человека. Почтовый индекс — 08543. Телефонный код — 4565. Занимает площадь 2,77 км². Код КОАТУУ — 3224987101.

## Местный совет
08543, Київська обл., Фастівський р-н, с.Червоне, вул.Шевченка,1